# Máquina de Vendas
A Máquina de Vendas é uma empresa varejista brasileira, a terceira maior varejista de eletrodomésticos e móveis e a quinta maior varejista do Brasil em 2015.
Atualmente, atua somente através de comércio eletrônico.

## História
Em 29 de março de 2010, ocorreu a fusão entre as redes varejistas Ricardo Eletro e Insinuante, criando uma holding batizada de Máquina de Vendas. A holding surgiu como a segunda maior empresa de eletroeletrônicos e móveis do país, com 8% do mercado brasileiro.
Em 24 de junho de 2010, a empresa anunciou a compra da rede mato-grossense City Lar, presente nas regiões Centro-Oeste e Norte do País. Em 21 de julho de 2011, comprou 51% da empresa pernambucana Eletro Shopping, presente em 5 estados da região Nordeste. Em abril de 2012, a empresa comprou a rede catarinense Salfer, presente na região Sul do Brasil, única parte do País onde a Máquina de Vendas ainda não atuava. Com essa última aquisição, a empresa criou a Máquina de Vendas Sul, sendo parte regional da holding, presidida por Clayton Salfer. Com isso, a Máquina de Vendas encerrou o ano de 2012 como a maior varejista do setor de eletroeletrônicos do país, com mais de 1.070 pontos de venda. E, em 2014, registrou vendas líquidas de R$ 7,9 bilhões.
Em 11 de abril de 2016, a holding iniciou um processo de unificação de suas marcas, "City Lar", "Eletro Shopping", "Insinuante" e "Salfer" tornaram-se uma única marca, a Ricardo Eletro. No mesmo ano, a Máquina de Vendas ocupou o quinto lugar no ranking das maiores empresas de e-commerce do Brasil.  Em 2016, o seu faturamento foi de R$ 6,5 bilhões. Entretanto, devido ao contexto de crise financeira nacional, em 2017, a empresa iniciou um processo de reestruturação, que envolveu negociação de dívidas e análise de um novo posicionamento da marca. Toda essa reestruturação foi realizada em 18 meses pela Máquina de Vendas, que conseguiu também implementar a operação de e-commerce de maneira mais ampla, aumentando a participação das vendas pela internet para 39% do total. Com os fornecedores, o grupo seguiu uma estratégia cautelosa, realizando acordos que asseguram um limite mínimo de acesso a crédito e de abastecimento das categorias nas lojas para que a operação aconteça sem percalços, focando em produtos com preço mais acessível e de giro rápido.
Hoje, a Máquina de Vendas está sob o comando da MV Participações, que é controlada pela Starboard. O fundador da rede, Ricardo Nunes, e sua família não fazem mais parte, nem do quadro de acionistas, nem da administração da empresa.

## Recuperação Judicial e Falência
Em 7 de agosto de 2020, a Máquina de Vendas pediu recuperação judicial, com uma dívida de mais de quatro bilhões de reais, seu fundador, Ricardo Nunes chegou a ser preso por lavagem de dinheiro e sonegação de imposto. Em 2022, teve falência decretada e, posteriormente, suspensa pelo Tribunal de Justiça de São Paulo.
Em seu ápice, a rede chegou a ter mais de 28 mil colaboradores e 1 200 lojas físicas.

## Bandeiras
Empresas que compunham o portfólio da Máquina de Vendas, além da Ricardo Eletro:
- City Lar
- Eletro Shopping
- Insinuante
- Salfer